# 살렌토 (살레르노도)
살렌토(이탈리아어: Salento)는 이탈리아 캄파니아주 살레르노도에 있는 코무네이다.